# Päivi Paunu
Päivi Paunu (Helsinki, 20 settembre 1946 – 14 dicembre 2016) è stata una cantante finlandese.
Ha partecipato all'Eurovision Song Contest 1972 con il brano Muistathan, in rappresentanza della Finlandia, classificandosi al dodicesimo posto.